# Weekly Young Jump
Weekly Young Jump (週刊ヤングジャンプ?, Shūkan Yangu Janpu), lanciata nel 1979, è una rivista settimanale giapponese di manga per un pubblico seinen pubblicata da Shūeisha. I capitoli delle serie in corso su Weekly Young Jump vengono raccolti e pubblicati nei volumi tankōbon sotto l'etichetta "Young Jump Comics" ogni quattro mesi. Le serie pubblicate all'interno del settimanale sono rivolte principalmente ai ragazzi dai 18 ai 22 anni in quanto presentano spesso contenuti violenti e trasgressivi. La rivista ha sede a Tokyo. Weekly Young Jump ha anche due edizioni speciali, chiamate Miracle Jump (serializzazione mensile) e Aoharu (serializzazione irregolare). 

## Storia
Weekly Young Jump fu pubblicata prima volta nel 1979 con il nome di Young Jump (stilizzato YOUNG JUMP) ed è stata progettata per essere un'alternativa seinen al popolare Weekly Shōnen Jump rivolta per lo più ad un pubblico maschile giovane. Inizialmente pubblicato a cadenza mensile, nel 1981 è diventato settimanale prendendo il nome di Shūkan Yangu Janpu. Viene pubblicato ogni giovedi in Giappone. Dal 2008 dopo la chiusura di Monthly Shōnen Jump è nato un numero speciale mensile di Young Jump chiamata Monthly Young Jump e che di solito viene pubblicato il terzo martedì del mese. Dal 13 gennaio 2011 Monthly Young Jump ha cambiato nome in Miracle Jump. Un sito web spin-off, intitolato Tonari no Young Jump (となりのヤングジャンプ, Tonari no Yangu Janpu), ha debuttato il 14 giugno 2012, iniziando con il remake di Yūsuke Murata della serie One-Punch Man di One.

## Manga pubblicati dallaWeekly Young Jump

### Serie pubblicate suWeekly Young Jump
| Titolo | Autore                                                   | Prima Uscita   |
| --- | -------------------------------------------------------- | -------------- |
| Real (リアル, Riaru?) | Takehiko Inoue                                           | ottobre 1999   |
| Kingdom (キングダム?) | Hara Yasuhisa                                            | gennaio 2006   |
| Terra Formars (テラフォーマーズ?) | Yu Sasuga                                                | gennaio 2011   |
| Bungo (BUNGO -ブンゴ-?) | Yūji Ninomiya                                            | dicembre 2014  |
| Snack Basue (スナックバス江?) | Forbidden Shibukawa                                      | luglio 2017    |
| Shadows House (シャドーハウス, Shadōhausu?) | Sōmatō                                                   | settembre 2018 |
| Kowloon Generic Romance (九龍ジェネリックロマンス?) | Mayazuki Jun                                             | novembre 2019  |
| Le 100 ragazze che ti amano tanto tanto tanto tanto tanto (君のことが大大大大大好きな100人の彼女?, Kimi no koto ga dai dai dai dai daisuki na 100-nin no kanojo)                        | Nakamura Rikito, Nozawa Yukiko                           | dicembre 2019  |
| Gantz:E (ガンツ:E?) | Hiroya Oku, Kagetsu Jin                                  | gennaio 2020   |
| Boy's Abyss (少年のアビス?) | Ryo Minami                                               | febbraio 2020  |
| Uma Musume Cinderella Gray (ウマ娘 シンデレラグレイ?) | Cygames, Itou Junnosuke, Sugiura Masafumi, Kusumi Taiyou | giugno 2020    |
| Stand UP Start (スタンドUPスタート?) | Fukuda Shu                                               | giugno 2020    |
| Junket Bank (ジャンケットバンク?) | Tanaka Ikko                                              | luglio 2020    |
| Ouritsu Mahou Gakuen no Saikasei: Slum Agari no Saikyou Mahoushi, Kizoku darake no Gakuen de Musou suru (王立魔法学園の最下生〜貧困街上がりの最強魔法師、貴族だらけの学園で無双する〜?) | Yusura Kankitsu, Fumi Nagatsuki                          | gennaio 2021   |
| Doctor Zelos ~Sports Gekai Nonami Yashiro no Jounetsu~ (ドクターゼロス〜スポーツ外科医・野並社の情熱〜?)                                                                                | Hideyuki Ishikawa, Suzuhira Hashimoto                    | luglio 2021    |
| Shin Good Job (新グッドジョブ?) | Hiroshi Motomiya                                         | febbraio 2022  |
| Batsu Harem (バツハレ?) | Minori Inaba                                             | marzo 2022     |
| 20XX-nen Level-up Saigai - Kami Kara Sazukarishi Aratanaru Chikara (20XX年レベルアップ災害～神から授かりし新たなる力～?)                                                                | Takuya Uchida                                            | marzo 2022     |
| Ilios (イリオス?) | Masaki Enjoji                                            | aprile 2022    |
| Joyuu Meshi (女優めし?) | Yotsuba Fujikawa                                         | giugno 2022    |
| Katagi Modoshi (カタギモドシ?) | Kiyoto Shitara                                           | luglio 2022    |
| 4Gun-Kun (kari) (4軍くん(仮)?) | Yuuji Moritaka, Hikari Suehiro                           | agosto 2022    |
| Billion Racer (ビリオンレーサー?) | Tada Taiga                                               | ottobre 2022   |
| Catenaccio (カテナチオ?) | Daisuke Morimoto                                         | ottobre 2022   |
| Shin no Yasuragi wa Kono Yo ni Naku: Shin Kamen Rider – Shocker Side (真の安らぎはこの世になく -シン・仮面ライダー SHOCKER SIDE-?)                                                      | Kyūri Yamada, Akeji Fujimura                             | dicembre 2022  |
| Diamond no Kouzai (ダイヤモンドの 功罪?) | Oohashi Hirai                                            | febbraio 2023  |
| Nanimo Shiranai kedo, Kimi ga Suki (何も知らないけど、キミが好き。?) | Seigo Kishi                                              | febbraio 2023  |
| Ren'ai daikō (恋愛代行?) | Aka Akasaka, Nishizawa 5mm                               | aprile 2023    |

### Serie pubblicate suTonari no Young Jump
| Titolo                        | Autore             | Prima Uscita |
| ----------------------------- | ------------------ | ------------ |
| One-Punch Man (ワンパンマン?) | Yūsuke Murata, ONE | giugno 2012  |

### Terminate
| Titolo                                                                              | Autore                                                  | Prima Uscita | Ultima Uscita |
| ----------------------------------------------------------------------------------- | ------------------------------------------------------- | ------------ | ------------- |
| 7's -Seven's- (7's -セブンズ-?)                                                     | Jirō Kido                                               | #53, 2017    | #42, 2018     |
| 81diver (ハチワンダイバー?)                                                         | Yokusaru Shibata                                        | #41, 2006    | #33, 2014     |
| Abaku Mono! (曝ク者!?)                                                              | Akira Namiba                                            | #14, 2020    | #43, 2020     |
| Akechi (AKECHI?)                                                                    | Ikutaka Keita                                           | #41, 2018    | #25, 2019     |
| All You Need Is Kill (All You Need Is Kill?)                                        | Hiroshi Sakurazaka, Ryosuke Takeuchi, Takeshi Obata     | #06-07, 2014 | #26, 2014     |
| Alma (アルマ?)                                                                      | Mito Shinji                                             | #44, 2019    | #27, 2020     |
| B gata H kei (B型H系?)                                                              | Yōko Sanri                                              | #20, 2004    | #10, 2011     |
| Bathroom no Pepen (バスルームのペペン?)                                             | Nobuhiro Kawanishi                                      | #40, 2017    | #31, 2018     |
| Baton no hoshi (バトンの星?)                                                        | Yajima Hikaru                                           | #43, 2018    | #52, 2018     |
| Batuque (バトゥーキ?)                                                               | Toshio Sako                                             | #31, 2018    | #27, 2020     |
| Beshari Kurashi (べしゃり暮らし?)                                                   | Masanori Morita                                         | #07, 2007    | #28, 2015     |
| Biancaneve e i sette prigionieri (白雪姫と7人の囚人?)                               | Kuroko Yabuguchi                                        | #49, 2012    | #52, 2013     |
| Binbin Fukufuku Nazuna-sama! (貧々福々ナズナさま！?)                                | So-he- Inaba                                            | #42, 2019    | #20, 2021     |
| Black Night Parade (ブラックナイトパレード?)                                        | Hikaru Nakamura                                         | #49, 2016    | #34, 2019     |
| Blue-Phobia (ブルーフォビア?)                                                       | Eri Tsuruyoshi                                          | #01, 2018    | #23, 2018     |
| Boku-ra wa mahō shōnen (ボクらは魔法少年?)                                          | Tetsuhei Fukushima                                      | #13, 2018    | #14, 2019     |
| Boku, Imasu yo. (僕、いますよ。?)                                                   | Motomiya Hiroshi                                        | #36-37, 2020 | #20, 2021     |
| Brynhildr nell'oscurità (極黒のブリュンヒルデ?)                                     | Lynn Okamoto                                            | #09, 2012    | #18, 2016     |
| Captain Tsubasa Road to 2002 (キャプテン翼 Road to 2002?)                           | Yōichi Takahashi                                        | #03-04, 2001 | #24, 2004     |
| Captain Tsubasa Golden 23 (キャプテン翼 Golden 23?)                                 | Yōichi Takahashi                                        | #45, 2005    | #21-22, 2008  |
| Captain Tsubasa kaigai gekitō hen in calcio (キャプテン翼 海外激闘編 IN CALCIO?)    | Yōichi Takahashi                                        | #23, 2009    | #47, 2009     |
| Captain Tsubasa kaigai gekitō hen en la Liga (キャプテン翼 海外激闘編 EN LA LIGA?)  | Yōichi Takahashi                                        | #11, 2010    | #21, 2011     |
| Così fan tutte (みんなあげちゃう?)                                                  | Yuzuki Hikaru                                           | #49, 1982    | #33, 1987     |
| Countach (カウンタック?)                                                            | Haruto Umezawa                                          | #41, 2004    | #41, 2012     |
| Cyclops Shōjo Saipu (サイクロプス少女さいぷ～?)                                     | Yasu Tora                                               | #32, 2011    | #43, 2014     |
| Delivery Cinderella (デリバリーシンデレラ?)                                         | NON                                                     | #06, 2010    | #30, 2012     |
| Destroy and Revolution (デストロイアンドレボリューション?)                          | Kōji Mori                                               | #47, 2010    | #48, 2016     |
| Diner (DINER ダイナー?)                                                             | Kawai Takanori                                          | #36-37, 2017 | #02, 2019     |
| Dōji gunkan (童子軍艦?)                                                             | Serina Oda                                              | #02, 2019    | #46, 2019     |
| Doro kei (ドロ刑?)                                                                  | Fukuda Hide                                             | #5-6, 2018   | #30, 2019     |
| Elfen Lied (エルフェンリート?)                                                      | Lynn Okamoto                                            | #27, 2002    | #39, 2005     |
| Yasunori Mitsunaga (イビルヒーローズ?)                                              | Lynn Okamoto                                            | #26, 2021    | #16, 2022     |
| Finder: Kyoto Jogakuin Monogatari (ファインダー -京都女学院物語-?)                  | Osamu Akimoto                                           | #10, 2017    | #17, 2018     |
| Full Drum (フルドラム?)                                                             | Tooru Hakoishi                                          | #01, 2017    | #51, 2017     |
| Fushigi no Kuni no Namihee-san (ふしぎの国の波平さん?)                              | Yōichi Komori, Yui Hata                                 | #44, 2017    | #29, 2018     |
| Futaribocchi no OtaCir no Hime (ふたりぼっちのオタサーの姫?)                        | Cool Kyoushinja                                         | #22-23, 2020 | #39, 2022     |
| Gantz (ガンツ?)                                                                     | Hiroya Oku                                              | #04-05, 2000 | #29, 2013     |
| Gensaku Hinatazaka (げんさく ひなたざか?)                                           | Aka Akasaka, Nao Kosaka, Hinano Kamimura, Miho Watanabe | #17, 2021    | #19, 2021     |
| Ginga eiyū densetsu (銀河英雄伝説?)                                                 | Yoshiki Tanaka, Ryū Fujisaki                            | #45, 2015    | #08, 2020     |
| Girlfriend (ガールフレンド?)                                                        | Masaya Hokazono                                         | #52, 2003    | #17, 2007     |
| Golden Kamui (ゴールデンカムイ?)                                                    | Satoru Noda, Hiroshi Nakagawa                           | #38, 2014    | #22-23, 2022  |
| Guddojobu (グッドジョブ?)                                                           | Motomiya Hiroshi                                        | #29, 2018    | #33-34, 2020  |
| Gunjō senki (群青戦記 グンジョーセンキ?)                                            | Masaki Kasahara                                         | #39, 2013    | #29, 2017     |
| Hanappe Bazooka (花平バズーカ?)                                                     | Kazuo Koike, Gō Nagai                                   | #01, 1979    | #14, 1982     |
| Hana matsu ibara meguru haru (花待ついばら めぐる春?)                               | Sugawara Etsuko                                         | #32, 2018    | #24, 2019     |
| Hands (HANDS?)                                                                      | Yusuke Nakano                                           | #10, 2020    | #43, 2020     |
| Heisei Shounen Dan (平成少年ダン?)                                                  | SankakuHead                                             | #49, 2021    | #15, 2023     |
| Helvetica (helvetica ヘルベチカ?)                                                   | Shizuka Tsukiba, Tsumugi Somei                          | #24, 2017    | #13, 2018     |
| HEN (変?)                                                                           | Hiroya Oku                                              | 1991         | 1995          |
| Himōto! Umaru-chan (干物妹!うまるちゃん?)                                           | Sankaku Head                                            | #13, 2013    | #50, 2017     |
| Himōto! Umaru-chan G (干物妹!うまるちゃんG?)                                        | Sankaku Head                                            | #53, 2017    | #20, 2018     |
| Hoshin Engi (封神演義_?)                                                            | Ryu Fujisaki                                            | #28, 1996    | #47, 2000     |
| Innocent (イノサン?)                                                                | Shin'ichi Sakamoto                                      | #09, 2013    | #20, 2015     |
| Inubaka (いぬばか?)                                                                 | Yukiya Sakuragi                                         | #43, 2004    | #35, 2009     |
| Jupitaria (ジュピタリア?)                                                           | Kajiyama Hirotsugu                                      | #24, 2020    | #09, 2021     |
| Kaguya-sama: Love is War (かぐや様は告らせたい〜天才たちの恋愛頭脳戦〜?)            | #17, 2016                                               | #49, 2022    |               |
| Kaguya-sama o kataritai (かぐや様を語りたい?)                                       | G3 Ida                                                  | #34, 2018    | #49, 2022     |
| Kaichū! (カイチュー！?)                                                             | Yūki Hayashi                                            | #51, 2009    | #20, 2010     |
| Kamen Teacher (仮面ティーチャー?)                                                   | Tōru Fujisawa                                           | #39, 2006    | #47, 2007     |
| Kanojo no Yasei ga Te ni Oenai (彼女の野性が手に負えない?)                          | Hikari Suehiro                                          | #27, 2019    | #09, 2020     |
| Kaori Warning! (カオリわーにんぐ!?)                                                 | Ricochet-gō                                             | #21, 2017    | #49, 2017     |
| Karē naru Shokutaku (華麗なる食卓?)                                                 | Kazuki Funatsu                                          | #07, 2001    | #02, 2013     |
| Kawaisounine, Genki-kun (可愛そうにね、元気くん?)                                   | Komiya Umi                                              | #14, 2019    | #04-05, 2021  |
| Keppeki danshi! Aoyama-kun (潔癖男子！青山くん?)                                    | Taku Sakamoto                                           | #09, 2015    | #05-06, 2018  |
| Kimi wa Midara na Boku no Joō (君は淫らな僕の女王?)                                 | Lynn Okamoto, Mengo Yokoyari                            | #50, 2013    | #40, 2017     |
| Kubo-san wa Mobu o Yurusanai (久保さんは僕を許さない)?)                             | Yukimori Nene                                           | #47, 2019    | #14, 2023     |
| Kujaku l'esorcista (孔雀王?)                                                        | Makoto Ogino                                            | 1985         | 1989          |
| Kunoichi no Ichi! (クノイチノイチ!?)                                                | Shinnosuke Kanazawa                                     | #43, 2016    | #45, 2017     |
| Kunoichi no Ichi! 2 (クノイチノイチ!ノ弐?)                                          | Shinnosuke Kanazawa                                     | #10, 2018    | #09, 2019     |
| Kuro (黒?)                                                                          | Somato                                                  | 2014         | 2016          |
| Kurogane no Valhallian (黒鉄のヴァルハリアン?)                                      | Toshimitsu Matsubara                                    | #31, 2021    | #44, 2022     |
| La mia Maetel (め～てるの気持ち?)                                                   | Hiroya Oku                                              | #40, 2006    | #27, 2007     |
| Liar Game (ライアーゲーム?)                                                         | Shinobu Kaitani                                         | #12, 2005    | #08, 2015     |
| Libidors (リビドーズ?)                                                              | Masaki Kasahara                                         | #49, 2018    | #33-34, 2020  |
| Lycanthrope Bōken Hoken (ライカンスロープ冒険保険?)                                 | Yoshiyuki Nishi                                         | #48, 2016    | #38, 2017     |
| Mad Bull 34 (マッド★ブル34?)                                                        | Noriyoshi Inōe, Kazuo Koike                             | #31, 1985    | #26, 1989     |
| Maid in Hikkomuse (メイド・イン・ひっこみゅ〜ず?)                                   | Sankaku Head                                            | #50, 2018    | #49, 2020     |
| Makaze ga Fuku (魔風が吹く?)                                                        | Masami Yenji                                            | #19, 2018    | #12, 2019     |
| Maku musubi (まくむすび?)                                                           | Hotani Shin                                             | #16, 2019    | #10, 2020     |
| MazinSaga (マジンサーガ?)                                                           | Gō Nagai                                                | 1990         | 1992          |
| Merry & Sheep (メリーちゃんと羊?)                                                   | Eri Takeda                                              | #02, 2004    | #46, 2007     |
| Minamoto-kun Monogatari (源君物語?)                                                 | Minori Inaba                                            | #42, 2011    | #40, 2019     |
| Mogusa-san wa Shokuyoku to Tatakau (もぐささんは食欲と闘う?)                        | Toshitomo Ohtake                                        | #31, 2016    | #35, 2017     |
| MoMo -the blood taker- (MoMo -the blood taker-?)                                    | Sugito Akira                                            | #9, 2019     | #30, 2021     |
| Monaco no Sora 2 Alas: Kagayakeru Tsubasa (MONACOの空へ2 ALAS 〜輝ける翼〜 ?)       | Toshio Nobe                                             | #11, 2005    | #45, 2007     |
| Motoyan (元ヤン?)                                                                   | Ryūichirō Yamamoto                                      | #23, 2015    | #36-37, 2018  |
| Nononono (ノノノノ?)                                                                | Lynn Okamoto                                            | #47, 2007    | #02, 2011     |
| Nozomi Witches (のぞみ♡ウィッチィズ?)                                               | Toshio Nobe                                             | 1987         | 1996          |
| Okusama wa Joshi Kōsei (おくさまは女子高生?)                                        | Hiyoko Kobayashi                                        | #17, 2003    | #08, 2007     |
| Ōrai! (オーライ!?)                                                                  | Hashimoto suzuhira                                      | #15, 2020    | #49, 2020     |
| Osu!! Karate Bu (押忍!!空手部?)                                                     | Kouji Takahashi                                         | #20, 1985    | #18, 1996     |
| Otome no Hozoshita (乙女のホゾシタ?)                                                | Machiko Madoka                                          | #19, 2010    | #25, 2011     |
| Ottoman (オットマン-OTTOMAN-?)                                                      | Shinnosuke Kanazawa                                     | #36-37, 2021 | #45, 2022     |
| Pochi Gokko。 (ポチごっこ。?)                                                       | ACCHI AI                                                | #24, 2019    | #45, 2019     |
| Retort Pouch! (レトルトパウチ!?)                                                    | Mengo Yokoyari                                          | #26, 2017    | #03, 2019     |
| Riku-dō (リクドウ?)                                                                 | Toshimitsu Matsubara                                    | #20, 2014    | #25, 2019     |
| Rin to Cheer。 (凛とチア。?)                                                        | Shirohiko Yamada                                        | #31, 2017    | #23, 2018     |
| Rozen Maiden (ローゼンメイデン?)                                                    | PEACH-PIT                                               | #20, 2008    | #08, 2014     |
| Samurai Soldier (サムライソルジャー?)                                               | Ryūichirō Yamamoto                                      | #13, 2008    | #17, 2014     |
| Satsuki-chan (さつきちゃん?)                                                        | Sano Suke                                               | #30, 2018    | #09, 2019     |
| Seinen Shoujo yo, Haru wo Musabore (青年少女よ、春を貪れ。?)                        | Shirohiko Yamada                                        | #03, 2021    | #12, 2022     |
| Shadow Cross (シャドークロス?)                                                      | Esuko Sugawara                                          | #50, 2020    | #39, 2021     |
| Shārén wúzuì (殺人無罪?)                                                            | Ueda Hiroshi                                            | #45, 2018    | #34, 2019     |
| Sheip shifutā (シェイプシフター?)                                                   | Iwai Toki                                               | #34, 2019    | #15, 2020     |
| Shikabana - Wana, Shitai, Koto - (シカバナ -はな、したい、こと-?)                   | Kei Monri                                               | #26, 2019    | #04-05, 2020  |
| Shikisaki Shimai wa Abakaretai (四季崎姉妹はあばかれたい?)                          | Ryousuke Asakura                                        | #01, 2021    | #19, 2023     |
| Shin Gunjō Senki (真・群青戦記?)                                                    | Masaki Kasahara, Chika Aji                              | #06-07, 2020 | #16, 2022     |
| Shin Sakura Taisen the Comic (新サクラ大戦 the Comic?)                              | Noguchi Koyuri                                          | #41, 2019    | #30, 2020     |
| Shin Salaryman Kintarō Jūnfudō (新サラリーマン金太郎 順不同?)                       | Hiroshi Motomiya                                        | #07, 2009    | #05, 2011     |
| Shinsetsu! Sakamo-chan (新説!さかもっちゃん?)                                       | Daijū Hanauchi                                          | #07, 2010    | #50, 2010     |
| Shiratama-kun (しらたまくん?)                                                       | Sōhē Inaba                                              | #35, 2014    | #33, 2017     |
| Shuttle Eyes (シャトルアイズ?)                                                      | Hamahara Ren                                            | #17, 2019    | #09, 2020     |
| Skyhigh (スカイハイ?)                                                               | Tsutomu Takahashi                                       | #16, 2001    | #19, 2002     |
| Sidooh (SIDOOH/士道?)                                                               | Tsutomu Takahashi                                       | #14, 2005    | #48, 2010     |
| Tamata (タマタ?)                                                                    | Asa Kayagasaki                                          | #30, 2017    | #26, 2018     |
| The Climber (孤高の人?)                                                             | Shin'ichi Sakamoto                                      | #48, 2007    | #48, 2011     |
| Tienpo (TIENPO -ティエンポ-?)                                                       | Daisuke Iino                                            | #36-37, 2018 | #46, 2019     |
| Tonari no akujo (隣の悪女?)                                                         | Tamaki Chihiro                                          | #16, 2018    | #02, 2019     |
| Tough (TOUGH?)                                                                      | Tetsuya Saruwatari                                      | #35, 2003    | #34, 2012     |
| Tokyo Ghoul (東京喰種トーキョーグール?)                                             | Sui Ishida                                              | #41, 2011    | #42, 2014     |
| Tokyo Ghoul:re (東京喰種 トーキョーグール:re?)                                      | Sui Ishida                                              | #46, 2014    | #31, 2018     |
| Uratarō (うらたろう?)                                                               | Atsushi Nakayama                                        | #36, 2016    | #44, 2017     |
| Usogui (嘘喰い?)                                                                    | Sako Toshio                                             | #24, 2006    | #03-04, 2018  |
| Yoake-go no sei (夜明け後の静?)                                                     | Hideyuki Ishikawa                                       | #09, 2018    | #42, 2018     |
| Yōkai Shōjo -Monsga- (妖怪少女 -モンスガ-?)                                         | Kazuki Funatsu                                          | #14, 2014    | #30, 2017     |
| Youki ni Naritai Shigure-san (陽キになりたい時雨さん?)                              | Oohama Kanata                                           | #27, 2021    | #30, 2022     |
| Yuizaki-san wa Nageru! (結崎さんはなげる!?)                                         | Yūma Kagami                                             | #32, 2016    | #52, 2017     |
| Yūryō shōjo famiriyan (優良少女ファミリヤン?)                                       | Kawakami                                                | #11, 2018    | #47, 2018     |
| W Name (Ｗネーム?)                                                                  | Kyou Hatsuki                                            | #35, 2004    | #13, 2007     |
| WHO I AM 〜korega jibunda! To iu kagayaki〜 (WHO I AM 〜これが自分だ!という輝き〜?) | Tomizawa Hiroki                                         | #47, 2018    | #36-37, 2021  |
| Zetman (ZETMAN?)                                                                    | Masakazu Katsura                                        | #48, 2002    | #34, 2014     |
| Oshi no ko - My Star (推しの子?)                                                    | Aka Akasaka, Mengo Yokoyari                             | aprile 2020  | 2024          |

### Altre
- Bloodlines
- Gatarō Figure Monogatari
- Joshi Ana Taboshii: Koharu On Air
- Jiya
- Moeyo Sērusu!!
- Neko Janai mon!

## Numeri speciali

### Young Jump Gold
Young Jump Gold (ヤングジャンプGOLD?, Yan Janpu Gorudo) è un numero spin-off di Weekly Young Jump, pubblicato per la prima volta nel luglio 2017. Include one-shot e storie secondarie delle serie di Weekly Young Jump.

### Young Jump Battle
Shueisha ha lanciato una rivista spin-off chiamata Young Jump Battle nell'ottobre 2019. È focalizzata su manga di combattimenti. Il primo numero conteneva cinque one-shot disegnati da autori già serializzati su Young Jump.

### Young Jump Love
Young Jump Love è una rivista spin-off focalizzata sul genere romantico lanciata nell'inverno 2020.